# Парламентські вибори у Греції 2012 (червень)
Про проведення нових парламентських виборів у Греції у червні 2012 року було офіційно оголошено 15 травня 2012 року. Після того, як 17 травня склав присягу новий тимчасовий уряд країни, пішов відлік місяця на підготовку нових виборів, які відтак відбулися 17 червня 2012 року.

## Призначення виборів
За підсумками попередніх виборів від 6 травня 2012 жодна з партій не набрала необхідні 151 місце для формування більшості у парламенті й одноосібного формування Кабінету міністрів.
7 травня Президент Грецької Республіки Каролос Папуліас зустрівся із лідером Нової Демократії Антонісом Самарасом із дорученням розпочати процес формування коаліційного уряду. Водночас після оприлюднення результатів голосування 7 травня лідер SYRIZA Алексіс Ципрас, який проголосив курс на відмову від програми європейської фінансової допомоги та жорсткої економії в країні, а також лідер Демократичних лівих Фотіс Кувеліс заявили про категоричну відмову формувати коаліційний уряд із партіями Нова демократія та ПАСОК.
Оскільки впродовж трьох днів новий Кабінет міністрів Греції не було сформовано, за Конституцією Греції, партія, що здобула другу позицію за кількістю набраних голосів виборців (Коаліція радикальних лівих SYRIZA), мала наступні три дні на формування уряду. Однак це не вдалося і SYRIZA, тому у наступні три дні лідер партії ПАСОК Евангелос Венізелос намагався сформувати уряд.
Зрештою жодна з партій-переможниць не створила уряду. Вранці 13 травня лідери партій зібралися на нараду у Президента Греції Каролоса Папуліаса, він запропонував створити неполітичний Кабінет міністрів. На цю пропозицію пристав навіть лідер SYRIZA Алексіс Ципрас, однак врешті-решт згоди політики не досягли.
Відтак 15 травня офіційно проголошено про проведення нових парламентських виборів у червні 2012 року. Також було оголошено про формування нового тимчасового уряду, який склав присягу 17 травня. Новим прем'єр-міністром став Панайотіс Пікрамменос. Повноваження уряду обмежені, головне його завдання — підготувати та провести вибори.

## Прогнози
Згідно з опитуванням, проведеним 17 травня 2012 року, ПАСОК і Нова Демократія разом на повторних зможуть вибороти 151 місце в парламенті.
За оцінкою станом на 20 травня 2012 року, найбільшу підтримку має SYRIZA, за неї свої голоси готові віддати 20.8% респондентів, за Нову демократію голосуватимуть 19.7%. Між тим 22 травня Алексіс Ципрас заявив під час офіційного візиту в Париж, що SYRIZA все одно не вестиме переговори щодо програми жорсткої економії, так само як і про вихід країни із Єврозони, зауваживши: «Із пеклом переговорів не ведуть!». Зрештою як грецькі, так і європейська ЗМІ назвали червневі вибори фактично референдумом за чи проти виходу країни із Єврозони.

## Результати виборів
За першими оголошеними ввечері 17 червня екзит-полами, Нова Демократія випереджала SYRIZA на кілька десятих відсотка. Зрештою за офіційно оголошеними 18 червня підсумками виборів перемогу все ж таки здобула правоцентристська Нова Демократія, отримавши 129 місць в парламенті. При цьому обидві партії додали по 10% голосів виборців у порівнянні із травневими виборами.
18 червня Антоніс Самарас розпочав переговори із лідерами партій про створення коаліції та формування уряду. Незважаючи на затягування процесу, 20 червня переговори були успішно завершені, а 21 червня новий уряд склав присягу (до коаліції увійшли також ПАСОК та DIMAR). Питання про вихід Греції із зони євро було зняте.
Підсумки виборів у Грецький парламент 17 червня 2012 року
| Партія                                        | Партія                         | Лідер(и)                       | Голоси    | %       | +/-    | Місця | +/- |
| --------------------------------------------- | ------------------------------ | ------------------------------ | --------- | ------- | ------ | ----- | --- |
|                                               | Нова Демократія                | Антоніс Самарас                | 1,825,609 | 29.66   | +10.81 | 129   | +21 |
|                                               | Коаліція радикальних лівих     | Алексіс Ципрас                 | 1,655,053 | 26.89   | +10.11 | 71    | +19 |
|                                               | ПАСОК                          | Евангелос Венізелос            | 755,832   | 12.28   | –0.90  | 33    | –8  |
|                                               | Незалежні греки                | Панос Камменос                 | 462,456   | 7.51    | –3.09  | 20    | –13 |
|                                               | Золотий світанок               | Ніколаос Міхалолякос           | 425,980   | 6.92    | –0.05  | 18    | –3  |
|                                               | Демократичні ліві              | Фотіс Кувеліс                  | 385,079   | 6.25    | +0.15  | 17    | –2  |
|                                               | Комуністична партія            | Алека Папаріга                 | 277,179   | 4.50    | –4.04  | 12    | –14 |
|                                               | Екологи-зелені                 | комітет шістьох                | 54,421    | 0.88    | –2.05  | 0     |     |
|                                               | Народний православний заклик   | Георгіос Каратзаферіс          | 97,099    | 1.58    | –1.32  | 0     |     |
| Правильно заповнені бюлетені                  | Правильно заповнені бюлетені   | Правильно заповнені бюлетені   | 6,155,527 | 99,01%  |        |       |     |
| Неправильно заповнені бюлетені                | Неправильно заповнені бюлетені | Неправильно заповнені бюлетені | 36,227    | 0.58%   |        |       |     |
| Порожні бюлетені                              | Порожні бюлетені               | Порожні бюлетені               | 25,052    | 0.40%   |        |       |     |
| Підсумок                                      | Підсумок                       | Підсумок                       | 6,296,856 | 100.00% |        | 300   |     |
| Електорат і явка виборців                     | Електорат і явка виборців      | Електорат і явка виборців      | 9,951,970 | 62.47   |        |       |     |
| Джерело: Міністерство внутрішніх справ Греції |                                |                                |           |         |        |       |     |
| Примітки                                      |                                |                                |           |         |        |       |     |